# Parafia Matki Boskiej Różańcowej w Jaworze
Parafia pw. Matki Boskiej Różańcowej – rzymskokatolicka parafia w Jaworze, znajdująca się w  dekanacie jaworskim diecezji legnickiej.  Jej proboszczem jest ks. Waldemar Hawrylewicz. Obsługiwana przez księży diecezjalnych. Erygowana 23 kwietnia 1996 roku.

## Zasięg parafii
- Ulice w Jaworze: Asnyka, Bema, Berlinga, Bohaterów Getta, Boya Żeleńskiego, Broniewskiego, Brzechwy, Chopina, Dąbrowskiej, Fiedlera, Fredry, Gałczyńskiego, Głucha, Al. Jana Pawła II, Kasprowicza, Kochanowskiego, Kombatantów, Konopnickiej, Kopernika, Kościuszki, Kraszewskiego, Metalowców, Mickiewicza, Miłosza, Morcinka, Myśliborska, Nałkowskiej, Norwida, Orzeszkowej, Parkowa, Piastowska, Prusa, Przyjaciół Żołnierza, Reymonta, Sienkiewicza, Słoneczna, Staffa, Stalowa, Struga, Szpitalna, Traugutta, Tuwima, Worcella, Wybickiego, Wyspiańskiego;
- Miejscowości:  Zębowice, Siekierzyce.